# Breuces

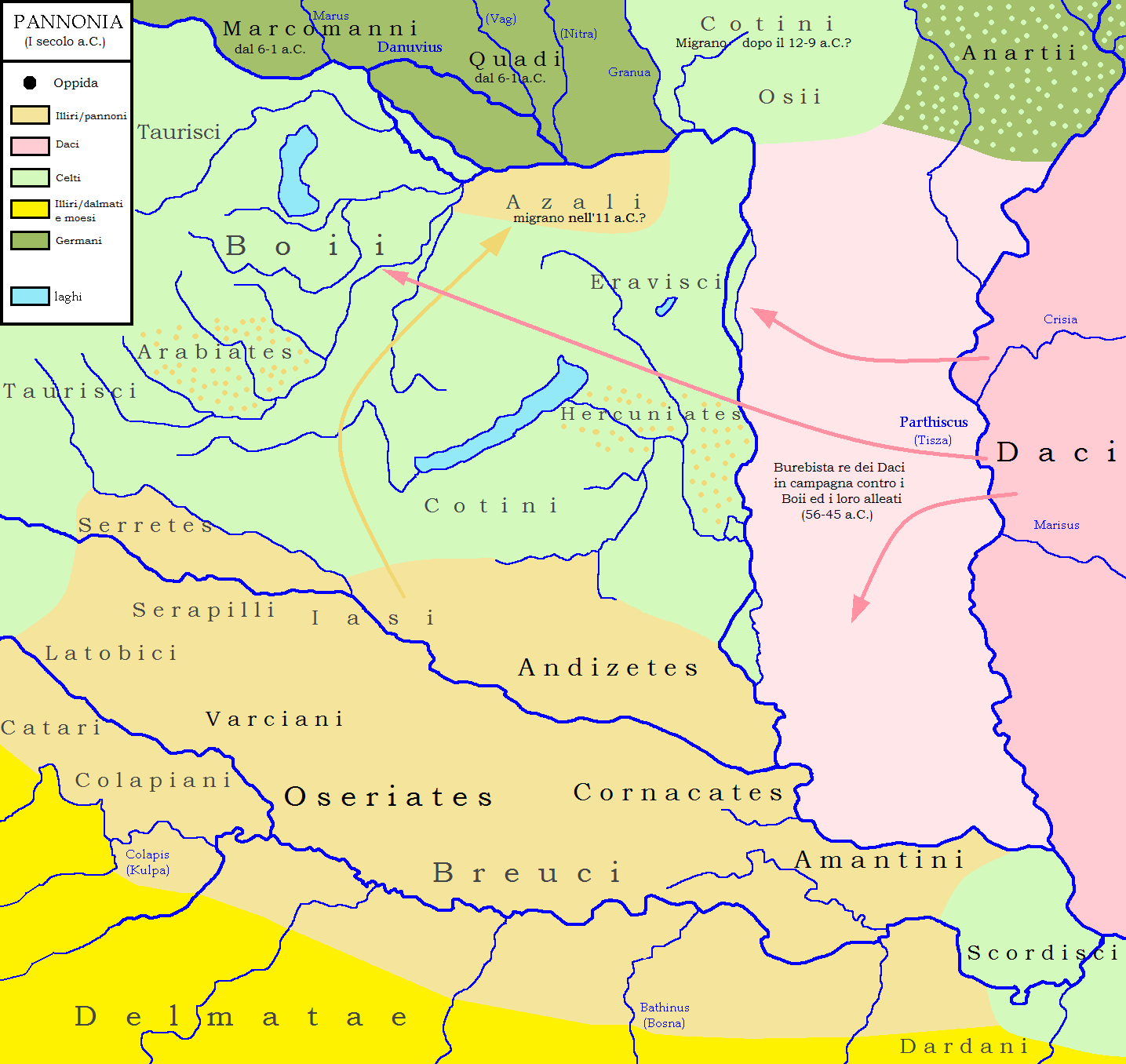
La population illyrienne et celtique de la Pannonie avant la conquête romaine.

Les Breuces (latin : Breuci) sont des Illyriens d'une sous-tribu de Pannoniens.

## Conquête romaine d'Agrippa et Tibère vers -14/-9
Ils ont fortement résisté à l'avancée de l'Empire romain mais seront défaits une première fois par Agrippa, qui a longuement combattu les populations rebelles de la Pannonie. Ce dernier, en 13 av. J.-C., meurt à peine rentré en Italie. La nouvelle de la mort du général provoque une nouvelle onde de rébellion chez les populations soumises par Agrippa, en particulier les Dalmates et les Breuces. 
Auguste confie à son beau-fils la tâche de les pacifier. Tibère, prenant le commandement de l'armée en 12 av. J.-C., met en déroute les forces ennemies grâce à sa stratégie et à la ruse dont il fait preuve. Il soumet les Breuces avec l'aide de la tribu des Scordisques soumise peu de temps plus tôt par le proconsul Marcus Vinicius,. Il prive ses ennemis de leurs armes et il vend comme esclaves la majorité des jeunes après les avoir déportés. 
Il obtient une victoire totale en moins de quatre ans notamment avec l'aide de grands généraux comme Marcus Vinicius, gouverneur de la Macédoine, et Lucius Calpurnius Piso. Il met en place une politique de répression très dure contre les vaincus.

## Révolte dalmato-pannone de 6/9
Après quinze années de paix relative, en 6, l'ensemble du secteur dalmate et pannone reprend les armes contre le pouvoir de Rome : la raison est l'incompétence des magistrats envoyés par Rome pour gérer la province qui ont mis en place de lourdes taxes. L'insurrection commence dans la région sud-orientale de l'Illyrie avec les Dæsitiates commandés par un certain Baton, qui est rejoint la tribu pannone des Breuces sous le commandement d'un certain Pinnes et d'un second Baton. 
Tibère envoie ses lieutenants en avant-garde afin de débarrasser la route des ennemis au cas où ils auraient décidé de marcher contre l'Italie : Marcus Valerius Messalla Messallinus réussit à vaincre une armée de 20 000 hommes et se barricade à Sisak pendant qu'Aulus Cæcina Severus défend la ville de Sirmium afin d'éviter sa prise et il repousse Baton de Pannonie sur la Drave.
Tibère arrive sur le théâtre des opérations vers la fin de l'année lorsqu'une grande partie du territoire, à l'exception des places-fortes, sont aux mains des rebelles. Le général réunit les armées romaines engagés dans la région le long de la rivière Save, de sorte de disposer de plus de dix légions. De Sirmium, Aulus Cæcina Severus et Marcus Plautius Silvanus conduisent l'armée vers Sisak, éliminant les forces combinées des rebelles dans une bataille près des marais Volcées. Après avoir rejoint les forces armées, Tibère inflige des défaites successives à ses ennemis, rétablissant l'hégémonie romaine sur la vallée de la Save et consolidant les conquêtes obtenues grâce à la construction de plusieurs forts. 
En 8, Tibère reprend les manœuvres militaires et bat en août une nouvelle armée pannone. À la suite de la défaite, Baton de Pannonie trahit Pinnes en le donnant aux Romains mais il est par la suite capturé et exécuté par ordre du Baton de Dalmatie qui prend également le commandement des forces de la Pannonie. Un peu plus tard, Marcus Plautius Silvanus réussit à vaincre les Breuces de Pannonie qui étaient parmi les premiers à se rebeller. Débute alors l'invasion romaine en Dalmatie, Tibère dispose ses troupes de manière à être en mesure de lancer l'attaque finale de l'année suivante. 
En 9, Tibère reprend les hostilités en divisant l'armée en trois colonnes et en mettant Germanicus à la tête de l'une d'entre elles. Alors que ses lieutenants mettent fin aux derniers foyers de rébellion, il part en Dalmatie à la recherche du chef de la rébellion Baton le Dalmate, se joignant à la colonne du nouveau légat Marcus Æmilius Lepidus. Il le rejoint dans la ville d'Andretium où les rebelles se rendent, mettant fin après quatre ans, au conflit.

## Les Breuces dans l'Empire romain
Les Breuces commencent à recevoir la citoyenneté romaine sous le règne de Trajan.

## La ville moderne de Brčko
Il est possible que le nom de la cité du Nord-Est de la Bosnie-Herzégovine, Brčko, dérive du nom de cette tribu.